# Rogoznica
Rogoznica falu és község Horvátországban Šibenik-Knin megyében.

## Fekvése
Šibenik központjától légvonalban 22, közúton 35 km-re délre,  Dalmácia középső részén, Sibenik és Trogir között egy félszigeten fekszik. Ez a félsziget is sziget volt egykor. A kis Kopar-szigetet a 19. század második felében kötötték össze a kontinenssel. Az azonos nevű öbölben található Rogoznica kikötője, mely nyugati és keleti részre oszlik. A Ploče-foktól északra fekvő öbölrész kitűnő kikötőhely a jachtok számára. Az öbölben 1993 és 1996 között mesterséges sziget épült kikötőhelyek számára. Közúton az Adria parti főútról közelíthető meg legjobban.

## A község települései
Közigazgatásilag Dvornica, Jarebinjak, Kanica, Ložnice, Oglavci, Podglavica, Podorljak, Ražanj, Sapina Doca Stivašnica, Zatoglav és Zečevo Rogozničko települések tartoznak hozzá.

## Története
A kedvező fekvés és az enyhe mediterrán éghajlat már az ősidőkben is biztonságos és kényelmes életet biztosított az itt élő embereknek és különösen kedvezett a települések kialakulásának. Az ember korai letelepedését számos régészeti lelet, cseréptöredékek, amforák, tetőcserepek, pénzérmék, sírok, sírkövek, szarkofágtöredékek bizonyítják. Ezek alapján már az ókorban különösen élénk társadalmi élet bontakozott ki ezen a vidéken. A legrégibb írásos adatok az itteni életről az i. e. 4. század első feléből származnak. Kariandai Szküllax görög utazó szerint a Krka és a Cetina közötti partszakaszon két illír törzs lakott. Az északi részen egy félszigeten, mely valamivel kisebb mint a Peloponnészosz Herakleia városában és kikötőjében éltek a barbár hilik. Ezt a történészek a Bosiljina-félszigettel azonosítják, mivel ezt a félszigetet még ma is Hilejski poluotoknak, azaz Hileai-félszigetnek nevezik. A hiliket a történészek dóroknak tartják, akik Szürakuszából érkeztek, megalapították Issát és valahol a mai Rogoznica vidékén feküdt Herakleia városában telepedtek le. Az I. illír háború során illír uralom alá kerültek, melyet megerősít az a korabeli sírkőlap, melyet a Stupin-öbölben találtak 1968-ban és ma a šibeniki múzeumban őriznek. Azt, hogy a Stupin-öbölben ókori város állt a Stupinska glavicán talált cseréptöredékek is megerősítik. A város pontos helye mindazonáltal még feltárásra vár és az újabb leletek határozhatják meg. Néhány szakember a kereskedelmi hajók kikötéséhez is ideális kikötőhely alapján úgy gondolja, hogy az ókori Herakleia a mai Rogoznica helyén állt. A 10. században ezt a területet Parathelsiának, majd később a 19. század végéig Bosiljinának nevezték. Bosiljina két régióból a primošteni és a rogožnicai körzetből tevődött össze. Az első telepesek 1390-ben érkeztek a mai Rogoznica területére Kopačra. 1518-ban a török veszély elől a lakosság Kopar-szigetre húzódott. A török veszély megszűnése után a szigetet összekötötték a szárazfölddel, így az félszigetté alakult. 1797-ben a Velencei Köztársaság megszűnésével a település Habsburg Birodalom része lett. 1806-ban Napóleon csapatai foglalták el és 1813-ig francia uralom alatt állt. A franciák 1809-ben erőd építésébe kezdtek. Ennek anyagát később a plébániatemplom tornyának építéséhez használták fel. Napóleon bukása után ismét Habsburg uralom következett, mely az első világháború végéig tartott. A településnek 1857-ben 1463, 1910-ben 835 lakosa volt. Az I. világháború időszaka más területekhez hasonlóan súlyos terheket rótt az itteni lakosságra. Éhínség pusztított, melynek gyermekek és felnőttek egyaránt áldozatul estek. Az I. világháború után rövid ideig az Olasz Királyság, ezután a Szerb-Horvát-Szlovén Királyság, majd Jugoszlávia része lett. A település lakossága 2011-ben 1631 fő volt. A lakosság fő bevételi forrása a turizmus mellett a mezőgazdaság (szőlő, olívaolaj, füge) és a halászat.

## Lakosság
| Lakosság változása | Lakosság változása | Lakosság változása | Lakosság változása | Lakosság változása | Lakosság változása | Lakosság változása | Lakosság változása | Lakosság változása | Lakosság változása | Lakosság változása | Lakosság változása | Lakosság változása | Lakosság változása | Lakosság változása | Lakosság változása |
| ------------------ | ------------------ | ------------------ | ------------------ | ------------------ | ------------------ | ------------------ | ------------------ | ------------------ | ------------------ | ------------------ | ------------------ | ------------------ | ------------------ | ------------------ | ------------------ |
| 1857               | 1869               | 1880               | 1890               | 1900               | 1910               | 1921               | 1931               | 1948               | 1953               | 1961               | 1971               | 1981               | 1991               | 2001               | 2011               |
| 1.080              | 1.215              | 489                | 701                | 700                | 759                | 1.800              | 1.652              | 649                | 721                | 729                | 674                | 701                | 825                | 1.151              | 1.121              |

## Nevezetességei
- Mária mennybevétele, vagy másképpen Nagyboldogasszony tiszteletére szentelt plébániatemplomát[6] 1615-ben építették. Tornya már messziről kiemelkedik a település házai felett. Felszentelését az év május 11-én végezte V. Arrigoni šibeniki püspök Szent Miklós tiszteletére.[7] 1683-ban a templomot bővítették és titulusát a Nagyboldogasszony tiszteletére nevezték át. Újraszentelését, mint ahogy azt a homlokzatán látható felirat hirdeti 1746-ban végezte Donadini püspök.[8] 1800-ban a hívek költségén újra bővítették a templomot, ekkor épült meg az északi hajó, a másik oldalhajót pedig 1894-ben építették. Harangtornyát a franciák által épített erőd köveiből építették 1873 és 1875 között és még ugyanebben az évben 1875-ben a tengerészeti hatóság órát ajándékozott a toronynak. A templom liturgikus tárgyai közül kiemelkedik egy 14 századi kereszt, mely azonban nem hozzáférhető a hívek számára. Biztonságos helyen őrzik. Különösen értékesek a betlehemi pásztor figurái, melyeket 1905-ben Rómából hozott magával az akkori plébános dr. Ivan Katalinić atya.[8]
- A település legmagasabb pontján erőd maradványai találhatók, melyet még 1809-ben a franciák kezdtek építeni.[7]
- A rogoznicai mezőn található a középkori Szent Miklós és Trogiri Szent János tiszteletére szentelt templom, mely a dalmát építőművészet stílusában épült.
- A Gradina-félszigeten található a település védőszentje a Kapelicai Miasszonyunk tiszteletére szentelt templomocska, melyet 1776-ban építettek. A Kapelicai Miasszonyunk tisztelete egy legendával kapcsolatos, mely a Miasszonyunk csodatevő képéhez kötődik. A legenda szerint 1772-ben Ivan M. Bogović Tumburko halász a Gradina-félsziget csúcsa körül egy szokatlan fényességre lett figyelmes. Ahogyan ahhoz a helyhez közelített a fényesség egyre terjedt, majd talált ott egy képet, mely Mária látogatását ábrázolta Erzsébetnél. A képet hazavitte és szekrényébe tette, de az valami megmagyarázhatatlan módon visszatért a megtalálás helyére. Ez a csoda háromszor megismétlődött. Ekkor a helyi hívek a plébános vezetésével elhatározták, hogy azon a helyen kápolnát építenek. Az építés 1776-ban fejeződött be.[7] Az eredeti kegykép időközben egy tűzvészben a plébániatemplomban megsemmisült. A másolatát az 1870-es években ellopták és 1888-ban Bécsben találták meg. A kép 13 kilogramm súlyú ezüst keretét Ivo Pavković rogoznicai hajóépítő mester terve szerint Valle spliti aranyműves készítette.[7] A mai nagyobb kápolnát 1907 és 1909 között építette a leccei Giovanni Quero építőmester. Az oltár a spliti Pavao Bilinić munkája 1914-ből.[7] A Kapelicai Miasszonyunk ünnepét 1887 óta fogadalomból minden év július 2-án ülik meg. Ekkor a településen fekete himlő pusztított, melynek negyven lakos esett áldozatául. Ez alkalomból a plébániatemplomtól a Gradina-félsziget fokáig a tengeren és a parton mintegy száz hajó és több ezer hívő részvételével nagy hajósfelvonulást rendeznek, majd a kápolnában szentmisét mondanak.[7][9]
- A település gasztronómiai specialitásai közük kiemelkedik egy halétel, a rogoznicai brodet.
- A Gradina-félszigeten található a tengervízzel teli Zmajevo oko (Sárkány szeme) tó. Nevét onnan kapta, hogy bizonyos helyekről nézve egy ébredő sárkány szeméhez hasonlít. A tó 150 méter hosszú és 70 méter széles. Területe 5300 négyzetméter, mélysége 15 méter.[10] A tengervíz a porózus mészkősziklákon és repedéseken át jut a tóba. A tó egy valóságos bioreaktor, melyben intenzív biokémiai folyamatok játszódnak. Különösen gazdag növény- és állatvilág jellemzi. Egyedülállóan különleges a tó környezete is, melynek vastag alsó rétegei hidrogén-szulfidból állnak. Különösen felkelti a szakemberek érdeklődését a tó meromiktikus és anoxikus (oxigénhiányos) jellege.[10] Ez azt jelenti, hogy a víz keveredése csak a teljes víztest egy részére korlátozódik, a mélyebb részeken pedig emiatt oxigénhiányos víz alakul ki.
- A tó közelében a festői Solina-öbölben épült meg a Marina Frapa, mely a turistahajók kikötésére alkalmas, magas kategóriájú 400 férőhelyes kikötő.[7] Központja egy mesterséges sziget, melynek egy részén a recepció, az ellenőrző torony, a szerviz és a 396 méter hosszú tranzitgát képezi. Nagyméretű jachtok fogadására is alkalmas. Itt található az "Otok" szálloda a hozzá tartozó parkolóval, nagyobb vendéglátóipari egységek, a fennmaradó részen pedig szolgáltató és üzleti objektumok vannak elhelyezve. A szárazföldi részen található a medence-komplexummal, éjszakai disco klubbal, modern sportközponttal, kongresszusi teremmel felszerelt "Kopno" szálloda. A Marina Frapa teljes területe több mint 136 ezer négyzetmétert tesz ki.[11]
- Rogoznicától 2 km-re délkeletre található a Planka-fok (Ploča-, vagy Pločica-foknak is nevezik) az kelet-adriai part legkiállóbb része, mely földrajzi és éghajlati szempontból északi, és déli részre osztja az Adriát. Ezen a helyen találkoznak az északi és a déli szelek, ciklonok és anticiklonok, valamint a tengeráramlatok. A legnagyobb hullámok is megtörnek itt és olyan nyugalom uralkodik, melyet csak el lehet képzelni és amely nem található másutt az Adria környékén.[12] Az időjárást is jelentősen befolyásolja, hiszen emiatt nyári hónapokban Rogoznicán háromszor kevesebb eső esik, mint a szomszédos nagyvárosokban, Splitben és Šibeniken. Az ókori görögök Diomedesz-fokként ismerték és már Homérosz is írt róla.[12] Több görög szerző, így Timaiosz, Eratosztenész, később a római idősebb Plinius műveiben is szerepel. A Planka-fokhoz Trogiri Szent János püspök egyik csodája is kapcsolódik. A legenda szerint a szent a 11. században a Planka-foknál egy hajótörést követően a vízen járva mentette meg Kálmán magyar király és tengerészei életét. Ennek a csodának az emlékére 1324-ben itt fogadalmi kápolnát építettek. A Szent János kápolna ma is áll a puszta sziklás táj közepén. Kőből épített egyszerű, zömök, nyugat-keleti tájolású, négyszög alaprajzú gótikus épület, félköríves apszissal, egyszerű oltárral. Bár a templom több tíz méterre áll a tengertől, mégis ki van téve a hullámok pusztító hatásának.[12]
- Az i. e. 1. században a közelében süllyedt el egy Itáliából Görögországba tartó, amforákkal túlságosan megrakott közepes római kereskedelmi hajó. Az amforák 20 méteres mélységben hevernek a tengerben. A helyet 1998-ban tárták fel és a maradványokat konzerválták.[13] A II. világháború során 1942-ben a Muloi világítótorony és a Velika Smokvica-sziget között torpedózta meg egy angol tengeralattjáró a Ninucia nevű olasz szállítóhajót. A roncsok 66 évig hevertek a tenger fenekén, mire megtalálták. Ez a tengerrész még számos, különböző korokban elsüllyedt hajóroncsok tárháza, valóságos tenger alatti múzeum, mely egyaránt vonzza a szakembereket és búvárkodást kedvelő turistákat.[13]
- A Mulo-világítótorony[14] a Rogoznicától nyugatra fekvő, azonos nevű szigeten áll. 1873-ban épült szabályosan faragott kőtömbökből. Földszintből, első emeletből és tetőtérből áll. Az északkeleti főhomlokzaton található maga a torony, ez alatt van a világítótorony főbejárata.
- A Lozica-öbölben álló Szent Miklós-templomot[15] a 14. században építették át gótikus stílusban, de valószínűleg ennél korábban építették. A templom körül sírköves temető található. A templom egyhajós, félkör alakú apszissal. A hajó gótikus boltozattal, az apszis félkupolával van befedve. A hajó belső falai sekély gótikus boltívekkel vannak tagolva. Az épület kőből épült, kívülről vakolt. A hajót tetőcserepek, az apszist kőlapok borítják. A homlokzaton egy egyszerű kőajtó található, amely felett profilozott rozetta és gótikus, egynyílású harangdúc található.
- A Rogoznica fölötti Vršac-hegy tetején egykori szélmalommalom[16]  található. A malom egy kerek, kétszintes, toronyszerű, kőből épült építmény. Nyugati oldalán található a kőkeretes bejárati ajtó és minden emeleten volt egy egyszerű kőkeretes ablak. Északon, a második emelet magasságában van egy ferde nyílás, amelyen keresztül egykor a szélvitorla szerkezete csatlakozott. A 20. század 80-as éveiben nyaralóvá alakították. A 20. század eleji képeslapokon még látható a szélmalom vitorlája a torony északnyugati részén. Ma az épület elhagyatott.

## Gazdaság
A helyi gazdaság alapját a mezőgazdaság, a halászat és a turizmus adja. Rogoznicán és környékén mintegy kétezer ötszáz szálláshellyel rendelkező magánszállás található. A magánéttermekben a helyi recept szerint elkészített ételkülönlegességeket kínálnak.

## Kultúra
Nyáron a helyi turisztikai iroda szórakoztató és a kulturális rendezvények sorát rendezi, melyek közül hagyományos a Rogoznicai halászest.

## Sport
A sporttevékenységek közül Rogoznicán kiemelkedik a vívás. 1987-ben vívóiskola és vívóklub kezdte itt meg működését. A „Galeb Grafoplast” vívóklub nemzetközi vívótáborokat és kirándulásokat is szervez.

## Képgaléria

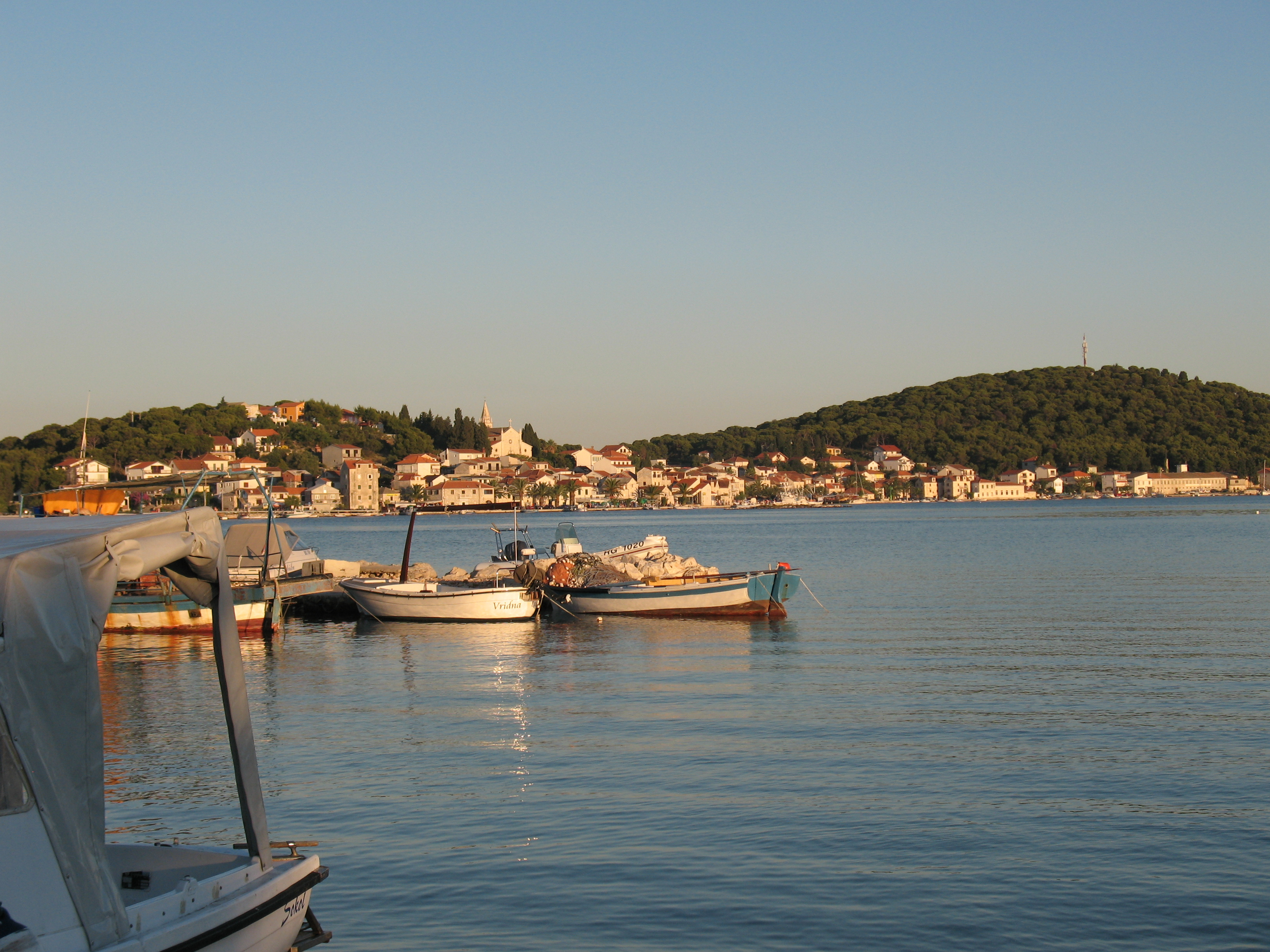
Rogoznica látképe
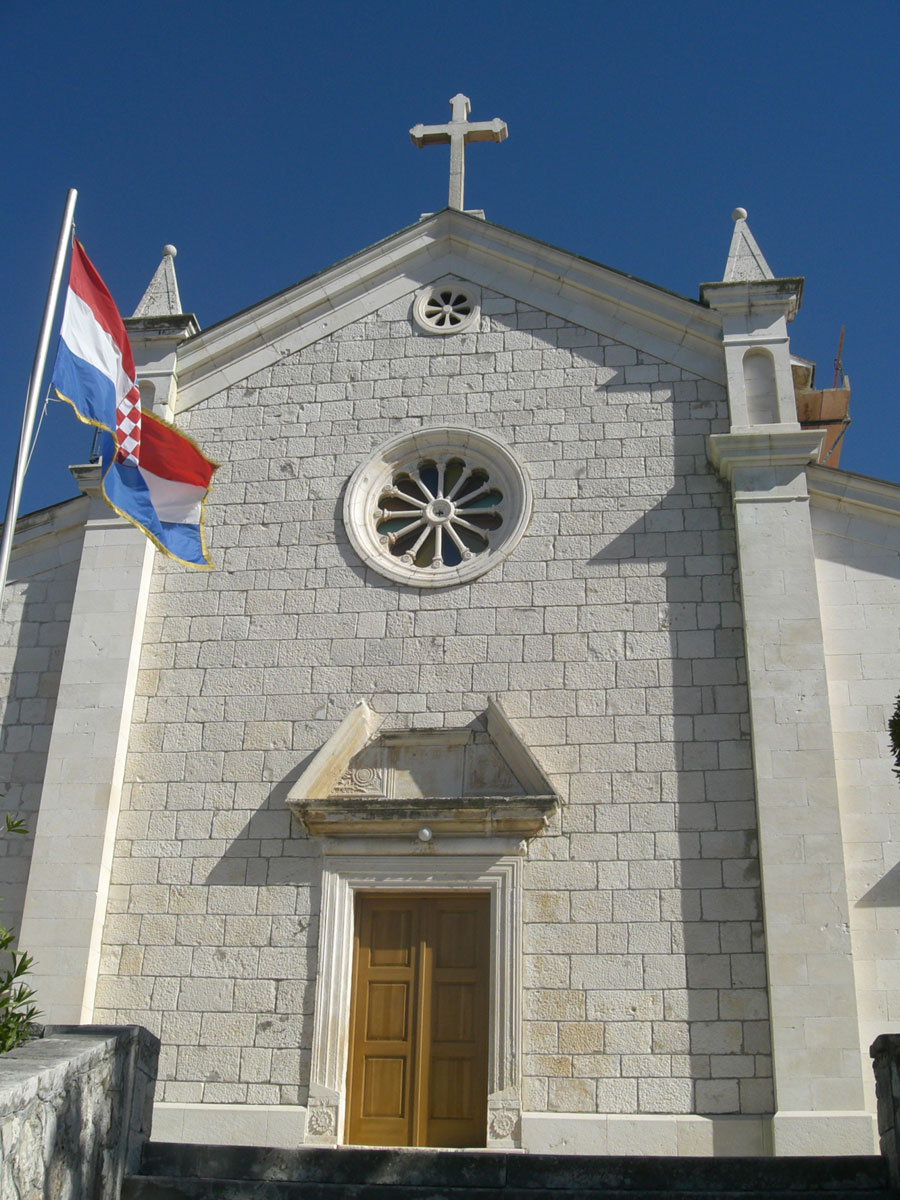
A plébániatemplom homlokzata
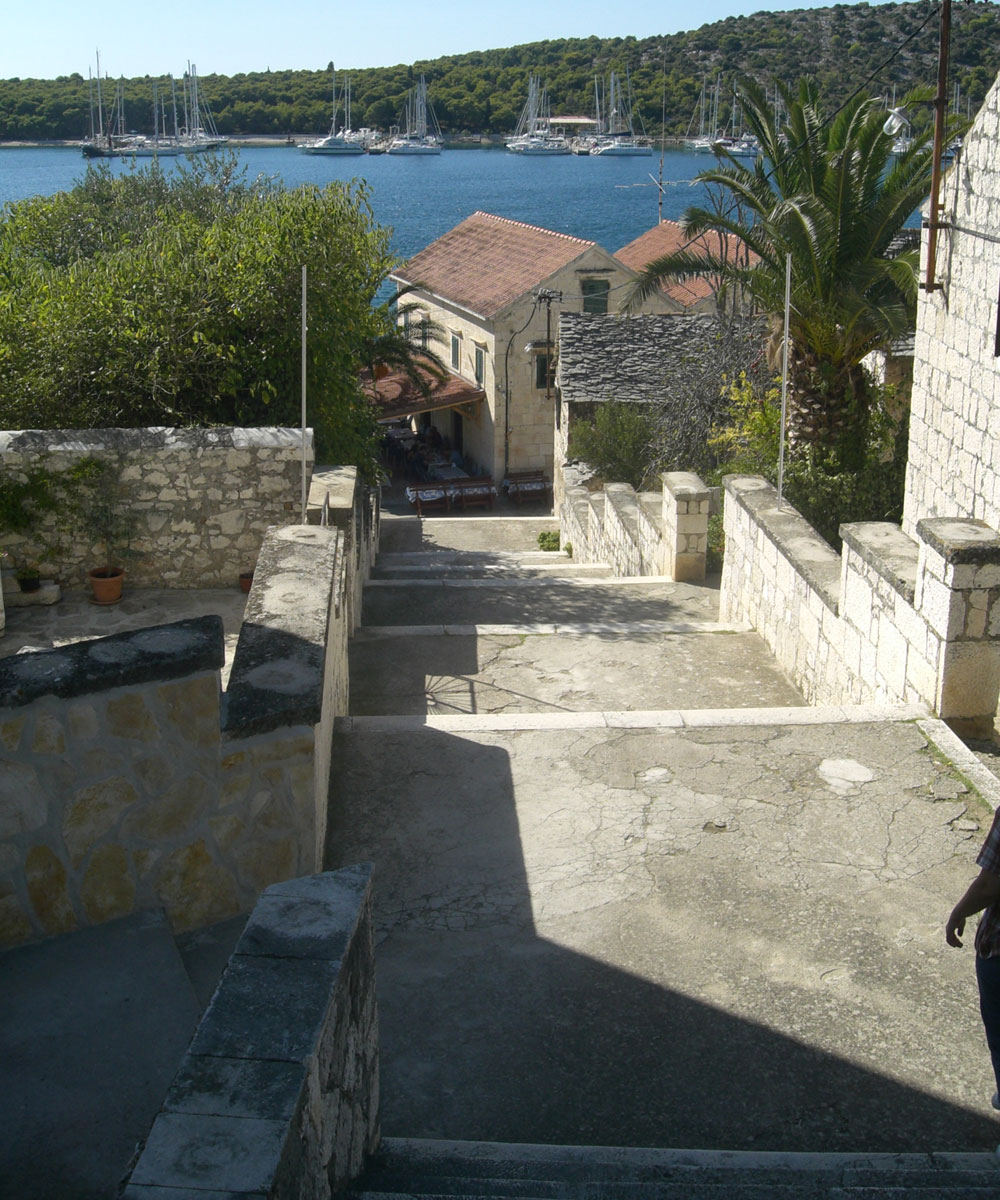
Kilátás a plébániatemplomtól
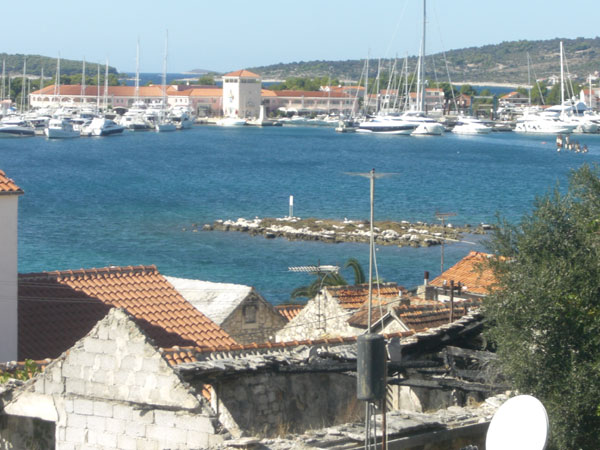
Kilátás a Marina Frapára
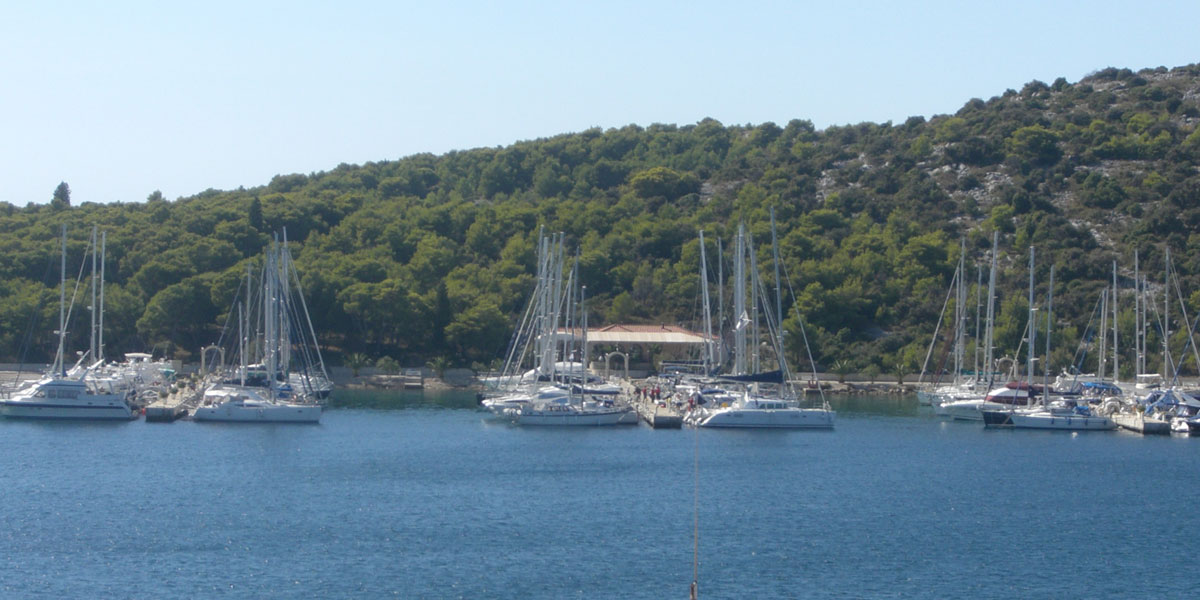
A Marina Frapa déli része
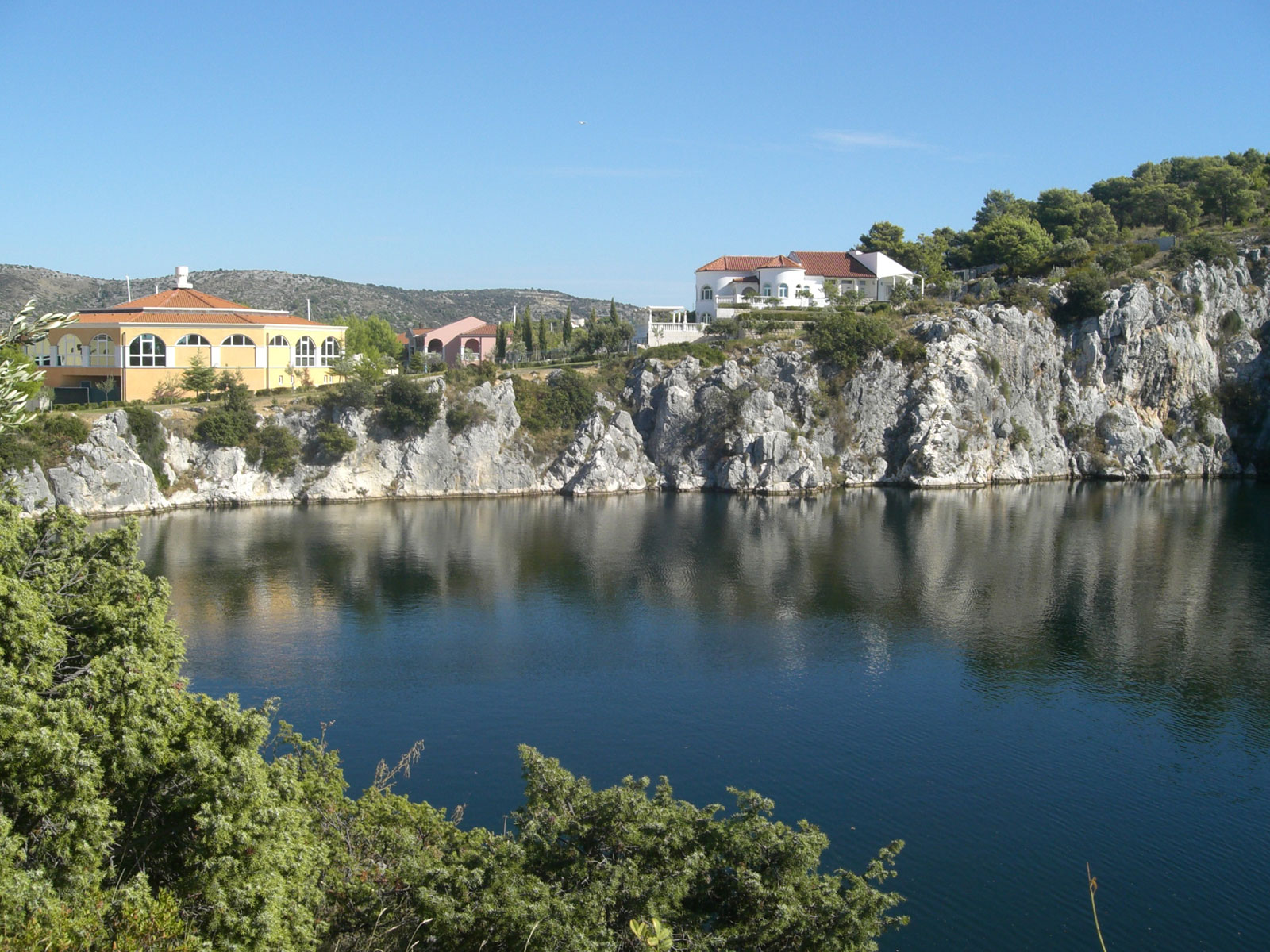
A Zmajevo oko-tó
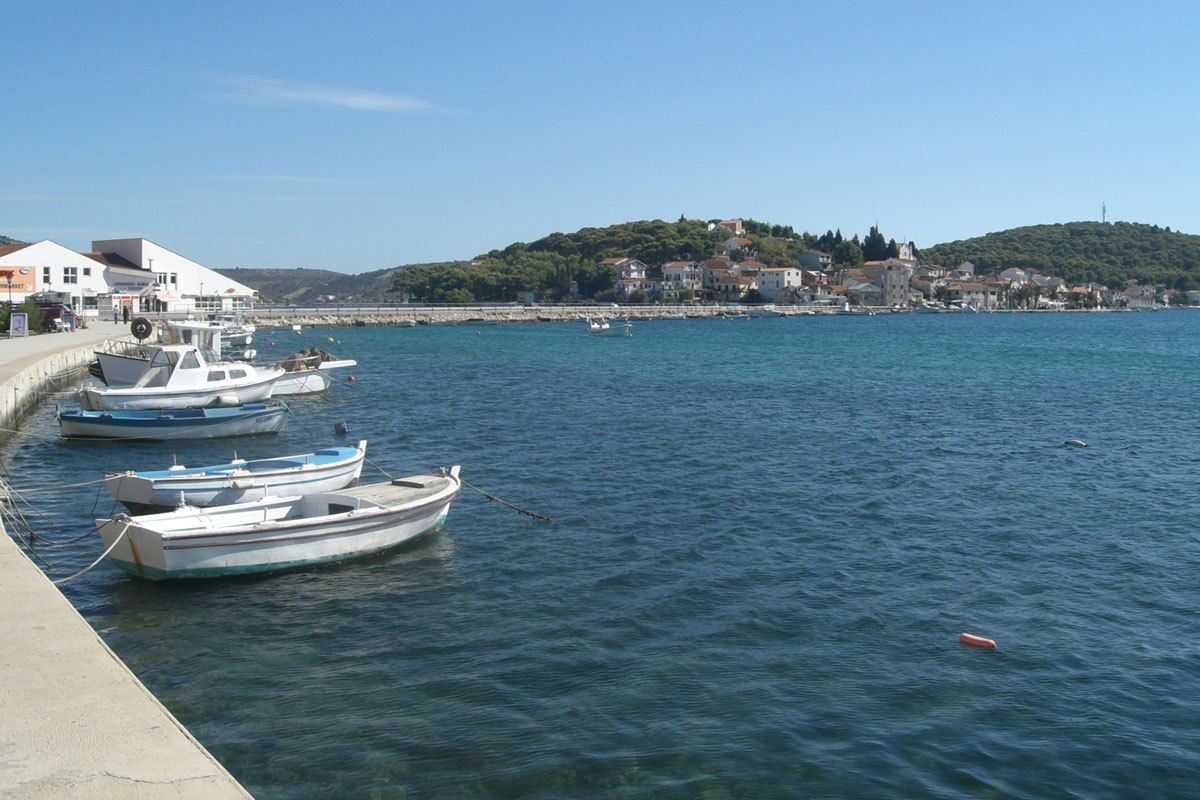
Látkép a szigetre vezető úttal
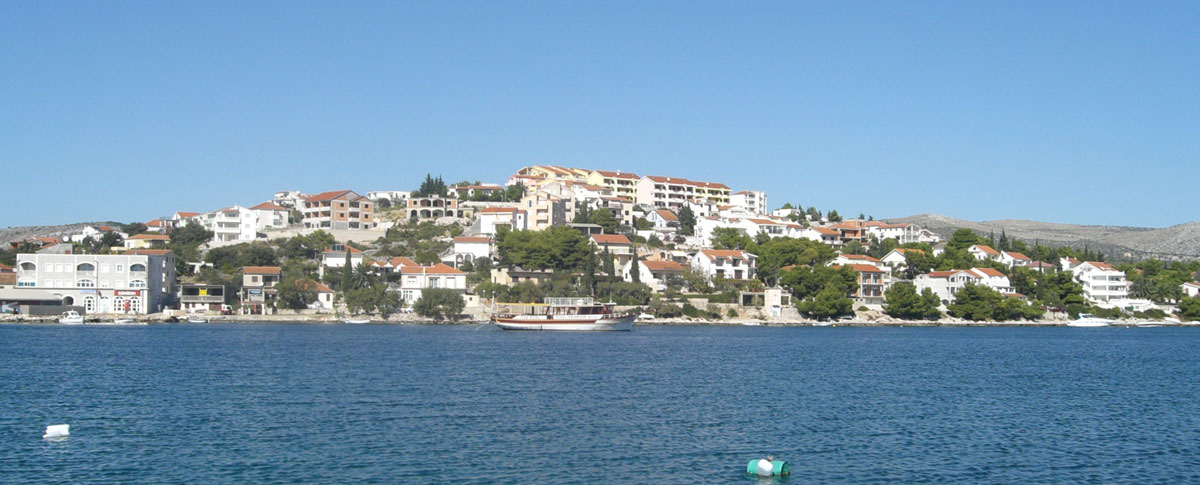
Rogoznica újabb részének látképe